# Аеродром Хелсинки
Аеродром Хелсинки-Ванта (фин. Helsinki-Vantaan lentoasema) је међународни аеродром финске престонице Хелсинкија, удаљен 17 km северно од града. Неслужбени назив Ванта аеродром дугује оближњем предграђу Хелсинкија, Ванти.
Аеродром Ванта је најпрометнија ваздушна лука Финске - 2018. године кроз аеродром је прошло преко 20 милиона путника.
На аеродрому је седиште државног авио-превозника „Финера” као и „Сити Џета” (подружнице „САС”-а), а ту је и авио-чвориште за авио-компаније „Нору”, „Џет Тајм” „Норвиџан ер шатл” и „ТУИ Флај Нордик”.